# حزب الصواب
حزب الصواب ينتمي إلى دائرة الأحزاب القومية ويعتبره البعض امتدادًا لتيار البعث الموريتاني ، وإن تخلى عن الكثير من أدبياته بفعل الانحسار الشعبي من جهة، وانهيار المنظومة البعثية من جهة أخرى.

## روابط ذات صلة
- الموقع الرسمي للحزب على الإنترنت